# Куртутель
Куртуте́ль (рос. Куртутель, башк. Ҡыртүтәл) — присілок у складі Шаранського району Башкортостану, Росія. Входить до складу Зіріклинської сільської ради.
Населення — 176 осіб (2010; 221 у 2002).
Національний склад:
- марійці — 93 %